# 武之大
武之大（？—？），號連城，山東兖州府東平縣人，明朝政治人物。

## 生平
萬曆十九年（1591年）辛卯科山東鄉試舉人。萬曆二十年（1592年）聯捷壬辰科第二甲第八十一名進士，刑部觀政，八月授山西長子知縣，二十六年升户部主事，二十八年湖廣监兑，三十年差管御馬草场，升郎中，永平管粮，三十七年八月仕至山西冀寧道參政，三十八年考察去職。

## 遗迹
东平城曾建有“龍門連躍坊”，文革期間損毀。現已重建。

## 家族
曾祖武祥；祖父武卿；父武惟光。